# Tokiharu Abe
Tokiharu Abe (jap. 阿部宗明 Abe Tokiharu) (ur. 3 kwietnia 1911 w Tokio, zm. 9 sierpnia 1996) – japoński ichtiolog.
Pracował dla Muzeum Uniwersyteckiego Uniwersytetu Tokijskiego. Abe stał się znakomitością dzięki swoim badaniom taksonomicznym nad rybami z rodziny rozdymkowatych (Tetraodontidae, Teleostei) Azji Wschodniej, a w szczególności rodzaju Takifugu, który sam opisał w 1949 roku. Opisał także dalsze gatunki np.: Sagamichthys abei, Centroscyllium kamoharai, Fugu obscurus.
Niektóre gatunki zostały nazwane na jego cześć, np. Tetraodon abei i Chaunax abei. 
Abe był honorowym członkiem Amerykańskiego Towarzystwa Ichtiologów i Herpetologów (American Society of Ichthyologists and Herpetologists). 
Zmarł w 1996 roku, w tokijskim szpitalu na krwotok śródmózgowy.

## Publikacje (wybór)
- Abe, T., 1950. New, rare or uncommon fishes from Japanese waters. I. Liparis franzi, new name. Japonia. J. Ichthyol., 1: 135–139.
- Abe, T., 1952. Taxonomic studies of the puffers (Tetraodontidae, Teleostei) from Japan and adjacent regions—VII. Concluding remarks, with the introduction of two new genera, Fugu and Boesemanichthys. Japonia. J. Ichthyol., 2: 35–44, 93–97, 117–127.
- Abe, T., 1953. New, rare or uncommon fishes from Japanese waters. II. Records of rare fishes of the families Diretmidae, Luvaridae and Tetragonuridae, with an appendix (description of a new species, Tetragonurus pacificus, from off the Solomon Islands). Japonia. J. Ichthyol., 3: 39–47.
- Abe, T., 1955. On a new pacific flying-fish, Prognichthys sealei, retaining five unbranched fin-rays above in the pectoral throughout life. Rec. Oceanogr. Works Japan, 2: 185–192.
- Abe, T., 1957a. Notes on fishes taken from the stomach of whales taken in the Antarctic. I. Xenocyttus nemotoi, a new genus and new species of zeomorph fish of the subfamily Oreosomatinae Goode and Bean, 1895. Sci. Rep. Whales Res. Inst. (Tokio), (12): 225–233.
- Abe, T. 1957b. "Ilustrowane opisy tysiąca przydatnych ryb", II, Morikita Shuppan, Tokio. (w języku japońskim)
- Abe, T., 1959. New, rare or uncommon fishes from Japanese waters. VII. Description of a new species of Beryx, Japonia. J. Ichthyol., 7: 157–163.
- Abe, T. 1960. Description of a new species of lutjanid fish of the genus Paracaesio from Japan. Japonia. J. Ichthyol., 8: 56–62.
- Abe, T., 1961–1962. Notes on some fishes of the subfamily Braminae, with the introduction of a new genus Pseudotaractes. Japonia. J. Ichthyol., 8: 92–99, 101–114.
- Abe, T. 1966. Description of a new squaloid shark, Centroscyllium kamoharai, from Japan. Japonia. J. Ichthyol., 13: 190–198.
- Abe, T. i W. N. Eschmeyer. 1972. A new species of the scorpionfish genus Helicolenus from the North Pacific Ocean. Proc. Calif. Acad. Sci., 4th Ser., 39: 47–53.
- Abe, T. i Y. Haneda. 1972. Description of two new species of the ponyfish genus Leiognathus from Indonesia. Sci. Rep. Yokosuka City Mus. (Nat. Hist.), (19): 1–6.
- Abe, T. i Y. Haneda. 1973. Description of a new fish of the genus Photoblepharon (family Anomalopidae) from the Red Sea. Bull. Sea Fish. Res. Stn, Haifa, 60: 57–62.
- Abe, T. i H. Hotta. 1963. Description of a new deep-sea fish of the genus Rondeletia from Japan. Japonia. J. Ichthyol., 10: 43–48.
- Abe, T., S. Kojima, i T. Kosakai. 1963. Description of a new nomeid fish from Japan. Japan. J. Ichthyol., 11: 31–35.
- Abe, T., R. Marumo i K. Kawaguchi. 1965a. Description of a new cetomimid fish from Suruga Bay. Japonia. J. Ichthyol., 12: 57–63.
- Abe, T., R. Muramo i K. Kawaguchi. 1965b. Description of a new alepocephalid fish from Suruga Bay. Japonia. J. Ichthyol., 13: 67–72.
- Abe, T., M. Miki i M. Asai. 1977. Description of a new garden eel from Japan. UO, (28): 1–8.